# Grozești (Iași)
Grozeşti es una comuna ubicada en el distrito de Iași, Rumania.

## Superficie
Cuenta con una superficie de 27,47 kilómetros cuadrados.

## Demografía
Hasta 2021 la población era de 1364 habitantes, con una densidad de población de 49,65 habitantes por kilómetro cuadrado.